# Patrick Faber
Patrick Faber, född den 7 maj 1964 i 's-Hertogenbosch, Nederländerna, är en nederländsk landhockeyspelare.
Han tog OS-brons i herrarnas landhockeyturnering i samband med de olympiska landhockeytävlingarna 1988 i Seoul.